# Günter Hannich
Günter Hannich (* 1968) ist ein deutscher Publizist, der sich mit Wirtschafts- und Finanzthemen befasst und im Selbstverlag oder Kopp Verlag veröffentlicht. Er verkündet seit Jahrzehnten Horrorszenarien und preist seinen Newsletter als Ausweg an. Die österreichische Zeitung Kurier bezeichnete Hannich als „Crash-Investor“, der Panikmache verbreite. Die Finanzwelt schrieb ihm „braungeränderte Hetze“ und unlautere Geschäftemacherei zu.

## Wirken
Günter Hannich veröffentlicht Bücher unter anderem im Selbst- und im Kopp Verlag. Rezensenten werfen ihm pseudowissenschaftliches Arbeiten vor. Er gibt auch den Börsenbrief Wirtschafts-Newsletter heraus, in dem er regelmäßig vor dem „Euro-Untergang“ warnt. Hannich betrieb auch die Internetseite geldcrash.de.

## Rezeption
Alexander Marguier nennt Hannich in einem Artikel der Zeitschrift Cicero von 2013 als Beispiel für einen angeblichen Finanzpropheten, der haarsträubendste Horrorszenarien verkünden würde. Auf Hannichs Homepage klänge das beispielsweise so „Eurozusammenbruch. Schuldenchaos. Wirtschaftskrise. Der totale Zusammenbruch kommt! Der Euro versinkt im Chaos! Ihr Geld ist in Gefahr. Alles, was Sie sich aufgebaut haben, ist in Gefahr. Es gibt nur noch einen Ausweg!“ Als einzigen Ausweg würde dann ein Abonnement von Hannichs Newsletter angepriesen.
In einem 2014 Online-Artikel des Kuriers über schrille Werbung für Börsenbriefe wird Hannich damit zitiert, dass die „oftmals etwas reißerische Werbung“ des Börsenbriefs, dessen Bezugspreis sich auf über 1000 Euro im Jahr beläuft, nicht von ihm stamme, diese werde durch den Verlag „GeVestor Financial Publishing“ gestaltet. Hannichs Tipps werden vom Autor Hermann Sileitsch-Parzer als „vernünftiger, als die Reklame vermuten ließe“ bezeichnet, da er den Anlegern empfehle, ihr Geld breit zu streuen.
2015 schrieb die Finanzwelt, dass Günter Hannich „ein ziemlich unappetitliches Gemenge aus braungeränderter Hetze und unlauterer Geschäftemacherei“ produziere. Seit 2009 warne er vor dem „Untergang des Euro“ und sei mittlerweile dazu übergegangen seine Botschaften „jährlich fortzuschreiben“ beispielsweise von „Spätestens 2014 kommt der €uro-Untergang. Sorgen Sie jetzt vor!“ zu „Spätestens 2015 kommt der €uro-Untergang. Sorgen Sie jetzt vor!“. Er spreche vom Euro als „Endlösung für Europa“.

## Veröffentlichungen
- Sprengstoff Geld – Wie das Kapitalsystem unsere Welt zerstört, Lauben 1998, Selbstverlag, ISBN 3-00-002937-0.
- Geldcrash – So retten Sie Ihr Vermögen – Der Krisenwegweiser, Lauben 1999, Selbstverlag, ISBN 3-00-005077-9.
- Börsenkrach und Weltwirtschaftskrise, Rottenburg 2000, Kopp Verlag, ISBN 3-930219-34-4.
- Der Euro – die Endlösung für Europa? Rottenburg 2001, Kopp Verlag, ISBN 978-3-930219-37-7.
- Bloß weg! Ihr zweites Standbein im Ausland, 2002, Selbstverlag, ISBN 978-3-9808522-2-7.
- Der Marionettenstaat – So durchschauen Sie die Methoden der Drahtzieher, Rottenburg 2005, Kopp Verlag, ISBN 978-3-938516-18-8.
- Staatsbankrott – Wann kommt die nächste Währungsreform, Rottenburg 2006, Kopp Verlag, ISBN 3-938516-27-5.
- Die kommende Euro-Katastrophe. Ein Finanzsystem vor dem Bankrott? München 2009, Finanzbuch Verlag, ISBN 978-3-89879-509-8.
- Megacrash – Die große Enteignung kommt. Rottenburg 2018, Kopp Verlag, ISBN 978-3-86445-564-3.
- Plünderland: Wie der Staat die Deutschen arm macht – und bald sogar völlig ruinieren wird. Rottenburg 2024, Kopp Verlag, ISBN 978-3-98992-019-4.